# Хосе Луїс Менділібар
Хосе Луїс Менділібар (ісп. José Luis Mendilibar, нар. 14 березня 1961, Сальдібар) — іспанський тренер, в минулому футболіст, що грав на позиції півзахисника. З 2024 року очолює тренерський штаб пірейського «Олімпіакоса».

## Кар'єра гравця
У молодості, до 1982 року, Менділібар виступав за резервний склад «Атлетика» з Більбао — «Більбао Атлетик». Після чого три сезони провів в рядах «Логроньєс», потім уклав контракт з клубом «Сестао Спорт», з яким провів наступних сім років в Сегунді, а після вильоту команди завершив ігрову кар'єру в баскському клубі «Лемона», в третьому футбольному дивізіоні.

## Кар'єра тренера
По завершенні кар'єри гравця, Менділібар заступає на посаду головного тренера аматорської команди «Аррате», в якій проводить з 1994 по 1996 роки. У тому ж 1996 році бере юнацький склад головного баскського клубу «Атлетик Більбао», а ще через кілька років, з 1999 року, керує «Атлетик Більбао Б» - резерву більбаської команди.
На початку XXI століття працює з клубами з Сегунди Б. У сезоні 2001-2002 тренує «Оррері» з баскського міста Віторія. Наступні два сезони очолює Канарські команду «Лансароте». В умовах вкрай обмеженого бюджету, в 2004 році він приводить цей клуб до перемоги в своїй підгрупі, що є найвищим досягненням в історії клубу до цього дня.
Повернувшись в країну Басків, вже в Сегунді, він приймає «Ейбар» з однойменного міста. З яким в першому ж сезоні займає 4-е місце, зупинившись за все в трьох очках від лідируючої рядки.
Всі ці локальні успіхи призводять до того, що Менділібара запрошують в «Атлетик Більбао», клуб за який він вболівав з дитинства. Але затриматися на чолі головного баскського клубу йому не судилося, в 10 перших матчах сезону 2005-2006 перемогти вдалося лише раз і за цим послідувала відставка.
Влітку 2006 року його послуги потрібні були «Вальядоліду», що перебував в Сегунді. З цією командою Менділібар проводить наступні три з половиною роки. Йому вдалося з першої ж спроби вивести кастільський клуб до Прімери (причому з першого місця, відрив від найближчого переслідувача склав 8 очок) і утримувати його у вищому іспанському дивізіоні два наступних роки. Однак невдалі виступи в першій половині сезону 2009-2010 змусили керівництво клубу розірвати трудову угоду 1 лютого 2010 року.
Майже через рік Хосе Луїс Менділібар запрошений на посаду головного тренера в «Осасуну». З його приходом малюнок гри наваррської команди змінився на користь більш видовищного, атакуючого футболу.
В 2015-2021 роках очолював тренерський штаб «Ейбара».
З 2021 по 2022 роки очолював «Депортіво Алавес». З березня по грудень 2023 «Севілью».

## Досягнення
- Володар Ліги Європи (1):

«Севілья»: 2022-23
- Чемпіон Греції (1):

«Олімпіакос»: 2024-25
- Володар Кубка Греції (1):

«Олімпіакос»: 2024-25
- Переможець Ліги конференцій УЄФА (1):

«Олімпіакос»: 2023-24